# Jembke
Jembke település Németországban, azon belül Alsó-Szászország tartományban. Lakosainak száma 2124 fő (2023. december 31.). Jembke Sassenburg, Barwedel, Tiddische, Wolfsburg, Tappenbeck és Bokensdorf községekkel határos.

## Népesség
A település népességének változása:
| Lakosok száma | 2030 | 1995 | 2005 | 1999 | 2062 | 2112 | 2124 |
|               | 2016 | 2017 | 2018 | 2019 | 2021 | 2022 | 2023 |